# 厦门市松柏中学

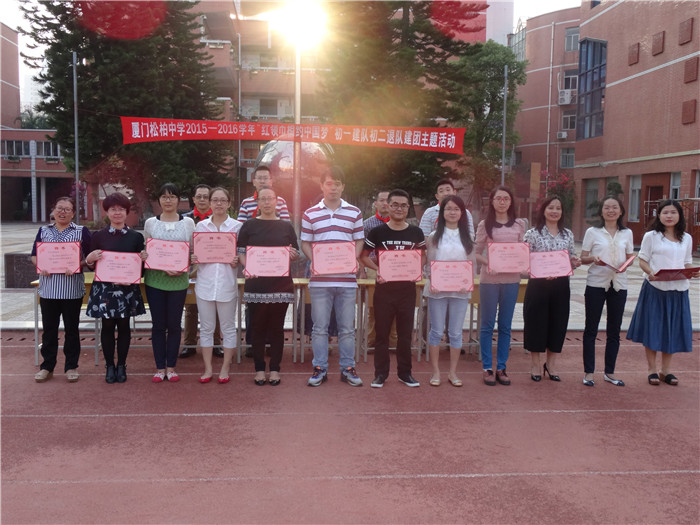
松柏中学退队建团主题活动

厦门市松柏中学创办于1995年，是厦门市政府为实施“教育之城”战略而建立的一所特区窗口学校。该校坐落于厦门岛中心位置，北临仙岳山，南滨筼筜湖，有高中部和初中部两个校区，实现初、高中分设。该校于2002年通过了福建省二级达标校的验收，并于2007年3月份正式获得福建省一级达标学校的称号。厦门松柏中学拥有先进的教学设备及优良的教师队伍。学校在近两年的无线电测向比赛中屡创佳绩，多名队员荣获国家二级运动员称号，参赛队也获得了团体一等奖的荣誉。学校教职工也从最初的37人发展到如今的258人。学校初、高中均设图书馆，馆舍面积近2000平方米。2025年9月，松柏中学高中部将搬到新建的祥云校区，西浦校区将改造为初中部。

## 学校荣誉
厦门市课改综合基地校、福建省高中课改样本校、福建省一级达标学校。 学校先后荣获：全国校园环境文化艺术建设先进单位、省模范职工之家、省一级档案管理单位、福建省青少年科技教育工作先进集体、省“校务公开”示范单位；市文明学校、市花园式单位、市基础教育课改先进集体、市先进教育工会委员会、市课堂创新大赛优秀组织奖、市中小学科技节优秀组织奖等多项集体荣誉。学生在全国、省、市各类科技大赛上共获奖400余项次，申请国家专利22项。

## 校内活动
学校举办有校友足球友谊赛和校友篮球友谊赛。
| 活动           | 日期               | 备注                           |
| -------------- | ------------------ | ------------------------------ |
| 校运会         | 每年国庆节前三天   | 松柏中学初中部、高中部合并参加 |
| 艺术节         | 每年五月份         | 松柏中学初中部、高中部合并参加 |
| 校园十佳歌手赛 | 每年元旦假期前一天 | 松柏中学初中部、高中部合并参加 |

## 历任校长
- 柯松江（1995-1999）
- 沈俊仪（1999-2005）
- 郭顺敏（2005-2012）
- 陈鹭波（2012-）

## 争议
2023年5月25日，一名男同学在学校被女同学故意用开水烫伤，只因为该女同学怀疑该男生向老师举报她上课玩手机。事后该女生仅受到学校警告处分，仍能正常上课。事后家长宣称，警方逼男生父亲签下“放弃追究刑事责任”和解书，女生家长以“女儿有抑郁症”为理由拒绝道歉。校方建议该男生休学。

## 外部連結
- 厦门松柏中学官方网站
- 厦门松柏中学学生网站